# オートファジー
オートファジー (Autophagy) とは、細胞が持っている、細胞内のタンパク質を分解するための仕組みの一つである。酵母からヒトに至るまでの真核生物に見られる機構であり、細胞内での異常なタンパク質の蓄積を防いだり、過剰にタンパク質合成したときや栄養環境が悪化したときにタンパク質のリサイクルを行ったり、細胞質内に侵入した病原微生物を排除したりすることで生体の恒常性維持に関与している。このほか、個体発生の過程でのプログラム細胞死や、ハンチントン病などの疾患の発生、細胞のがん化抑制にも関与することが知られている。
auto-はギリシャ語の「自分自身」を表す接頭語、phagyは「食べること」の意で、1963年にクリスチャン・ド・デューブが定義した。この経緯から自食（じしょく）とも訳される。

## 歴史

### リソソームの発見
1953年から1955年にかけてクリスチャン・ド・デューブにより多様な加水分解酵素を含む細胞小器官としてリソソームが発見された。そして1962年1月、ロックフェラー大学のキース・ロバーツ・ポーターとトーマス・アシュホードによって初めてオートファジーが観察された。このとき、飢餓状態のラットから発見されたため、当初から自分自身を食べることで栄養を摂り、飢餓を防いでいると推測されていた。のちに、この推測は正しいことが明らかにされる。
ド・デューブは、1963年に細胞が自身のタンパク質を小胞としてリソソームと融合して分解する現象をオートファジー、その小胞をオートファゴソームと命名した。
その後、ユビキチン-プロテアソーム系によるタンパク質分解機構の解明は進むが、一方、オートファジーの分子生物学的な解明についてほとんど進展がみられなかった。これは電子顕微鏡による観察がオートファゴソームを検出する唯一の手段であったことが大きな要因であった。また、オートファジー現象を否定する論文も発表されていた。

### 酵母のオートファジー
1992年に大隅良典（当時東京大学教養学部助教授）らは出芽酵母 (Saccharomyces cerevisiae) のオートファジーを初めて観察した。大隅らは1988年に出芽酵母の液胞内にタンパク質などが取り込まれていく現象を確認しており、1992年の観察で、出芽酵母でのオートファジーを実証する形となった。
液胞はリソソームと似た性質を持つ小器官で多数の加水分解酵素を内在しており、出芽酵母においては細胞体積の25%以上を占める最大のコンパートメントである。出芽酵母は窒素源が枯渇すると減数分裂と胞子形成を起こすが、液胞の加水分解酵素を欠損した株は胞子形成が不全になる事が知られており、液胞が栄養飢餓状態で重要な生理機能を持つことが示唆されていた。
これらの事に着目した大隅らは、タンパク質分解酵素欠損株を飢餓状態にして観察した。大隅の予想は当たり、タンパク質分解酵素欠損のため分解されずに液胞に蓄積した小さな顆粒状のものがブラウン運動で激しく動き回っているのを認めた。
電子顕微鏡を用いた更なる観察により次のような事が判明した。顆粒は一重膜の構造体であることが示され、オートファジックボディーと名付けられた。飢餓に応答して隔離膜が出現し、膜の伸長と共に細胞質のタンパク質などを取り囲みオートファゴソームを形成する。オートファゴソームは直ちに液胞と融合する。融合時にオートファゴソームの外側の膜と液胞の膜が融合し、オートファゴソームの内側の膜に囲まれた部分が液胞に放出され一重膜のオートファジックボディーとなる。出芽酵母で観察された、これら一連の膜動態はド・デューブの提唱したオートファジー現象そのものであった。

### オートファジー遺伝子の同定
大隅らは出芽酵母を突然変異誘起剤で処理し、ランダムに遺伝子を傷付けることでオートファジー不能変異体の作成を試みた。5000個の突然変異体の中から1つだけ変異株が見つかり、オートファジー (Autophagy) のスペルから「apg1変異体」と名付けられた。詳しい解析より、当時役割が知られていない遺伝子に傷が付いていることが分かり「APG1遺伝子」と名付けられた。大隅らはAPG1を含め14種類のオートファジー不能変異体を同定し、それらの遺伝子解析からオートファジーに必須となる14種類の遺伝子を確定し、1993年に『FEBS Letters』に論文を発表した。
2003年に外国の複数のグループがAPGと同じ遺伝子を異なる名前で研究していたことが明らかとなり、オートファジー関連遺伝子の名前がATG（Autophagy）として統一された。APG1はATG1にAPG16はATG16と、大隅の付けた番号がそのまま引き継がれた。
現在（2016年時点）では41種類のATG遺伝子が同定されている。そのうち合計18個（Atg1 - Atg10，Atg12 - Atg14，Atg16 - Atg18，Atg29，Atg31）がオートファゴソームの形成に必須の遺伝子とされている。

### 哺乳類ホモログ
大隅らが酵母でのオートファジー遺伝子の同定を行っていた当時、ヒトやマウスの全ゲノム解読DNAが行われていた。これらの成果を基にATG遺伝子のヒトやマウスのホモログが発見されていった。1998年に初の哺乳類AtgホモログであるAtg12とAtg5が、1999年にAtg6ホモログであるBeclin1が発見された。2000年にはAtg8の哺乳類ホモログであるLC3の論文が発表された。

### オートファゴソームの起源
隔離膜の起源について決定的な証拠がなく長年結論の出ない状態であった。2008年、オートファゴソームが小胞体の近くで形成されることが示され、オートファゴソームの小胞体起源説が強く示唆された。その後、ミトコンドリア起源説も提唱され論争が起きるが、2013年に発表された論文で、隔離膜が形成される小胞体上の箇所はミトコンドリアと小胞体の接触部位であることが示され、小胞体起源説とミトコンドリア起源説はどちらも正しいことが判明した。この結果は、小胞体とミトコンドリアという機能も由来も全く異なる2つの独立した細胞小器官が協働して第3の細胞小器官「オートファゴソーム」を作るという驚くべき結果であった。

### 専門誌
2005年、ダニエル・J・クリオンスキー (Daniel J Klionsky) はオートファジーに特化した科学雑誌『Autophagy』誌を立ち上げ、編集長となった。

## 分類
オートファジーは、そのメカニズムの違いから、マクロオートファジー、ミクロオートファジー、シャペロン介在性オートファジーの3つに分けられる。単にオートファジーといった場合は、普通マクロオートファジーのことを指す。

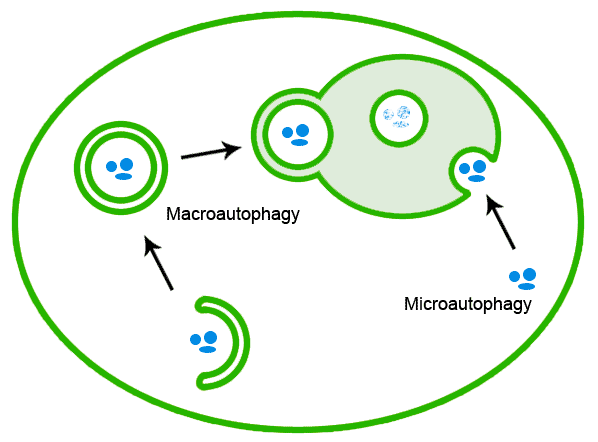
マクロオートファジーとミクロオートファジーの模式図

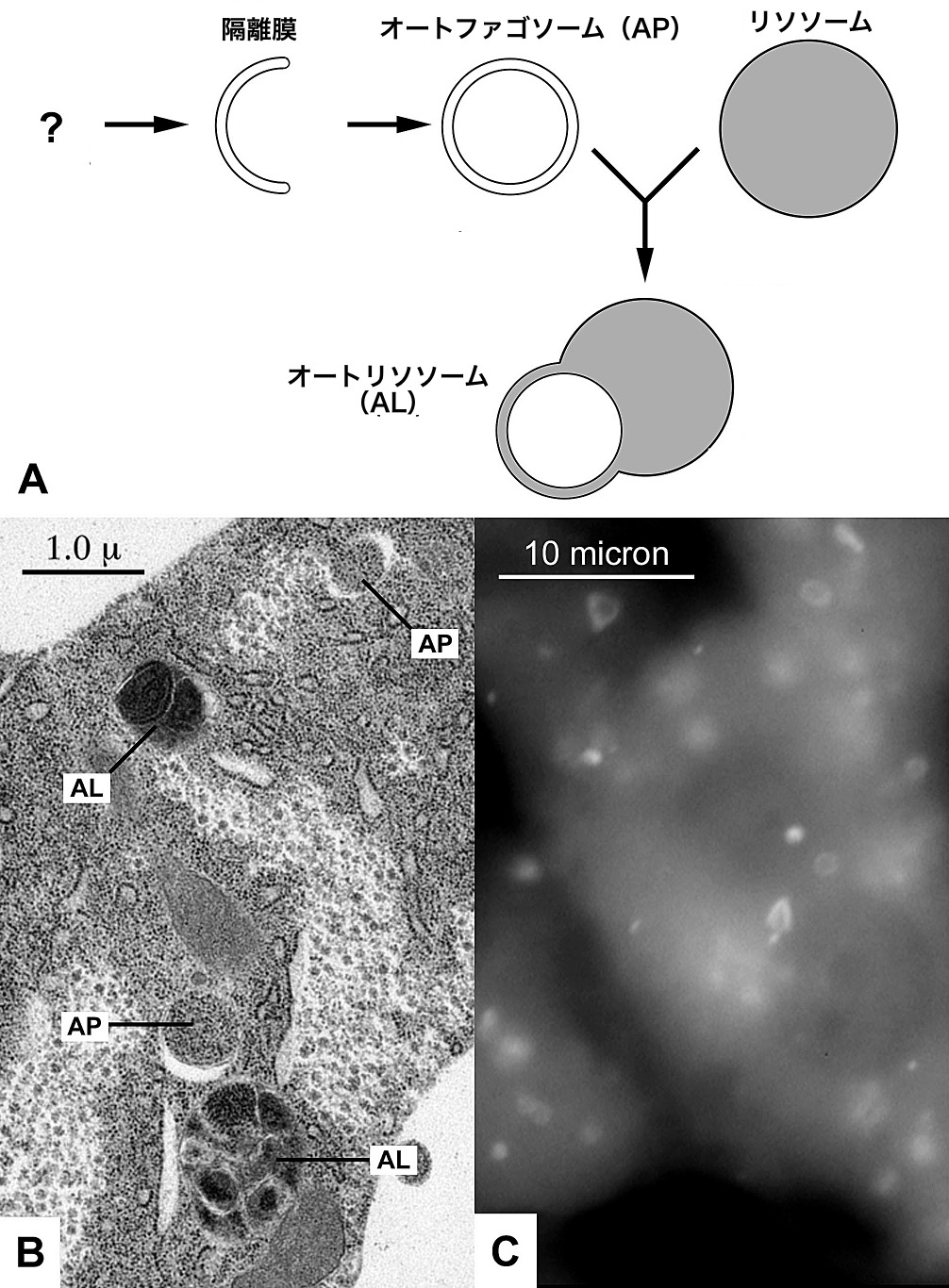
オートファジーが行われる過程とその写真

マクロオートファジー主要なオートファジーの経路である。細胞がある種のストレス（アミノ酸飢餓の状態や、異常タンパク質の蓄積）に晒されると、細胞質中の一部で、過剰に作られたタンパク質や異常タンパク質と共にリン脂質が集まり、オートファゴソーム（Autophagosome、APもしくはAutophagic vesicle（日本語訳は「オートファジー小胞」）と呼ばれる細胞内構造の形成が始まる。ミトコンドリアに接する小胞体で、集積したリン脂質は隔離膜（Isolation membrane、IMもしくはPhagophore、PG）と呼ばれる脂質二重膜を形成し、さらにそれが成長していくことで、細胞質成分やオルガネラなどを二重のリン脂質の膜で取り囲んだ小胞が形成される。この小胞形成には、Atg （autophagy-related）タンパク質と呼ばれる一群のタンパク質が関与している。
酵母や植物細胞では、形成されたオートファゴソームは液胞と膜融合し、その内部に取り込まれた異物などは液胞内部の分解酵素によって分解される。動物細胞においては、オートファゴソームが形成されると、次にオートファゴソームと細胞内のリソソームが膜融合を起こす。こうしてリソソームと融合したものをオートリソソーム（Autolysosome、AL、こちらもオートファジー小胞に含まれる）と呼ぶ。オートリソソームの内部で、オートファゴソームに由来する分解すべきタンパク質と、リソソームに由来する様々なタンパク分解酵素が反応し、この結果、オートファゴソームに取り込まれていたタンパク質はアミノ酸やペプチドに分解される。このとき、オートファゴソームの二重膜のうち、内側の脂質膜も同時に分解される。
ミクロオートファジー (microautophagy、mA)リソソーム膜の一部が内側にくびれ込みリソソーム内の小さな袋となったり細胞が突出したりすることで、細胞質成分を直接取り込み分解する。マクロオートファジーとは違い、オートファゴソームを介さない。言葉自体は1966年にド・デューブらにより使用されてきたが、2011年現在、その実体はほとんど明らかとなっていない。
シャペロン介在性オートファジー（chaperone-mediated autophagy、CMA）シャペロン介在性オートファジーでは、分解標的となるタンパク質がHsc70シャペロンタンパク質に識別されリソソームへ導かれる。タンパク質はリソソーム表面で高次構造を解かれ、その状態でトランスポーターを通過する。こうしてリソソーム内部に入ったタンパク質を分解するオートファジーである。Hsc70シャペロンが認識するアミノ酸配列として、リジン-フェニルアラニン-グルタミン酸-アルギニン-グルタミン配列（KFERQ様配列）が知られている。シャペロン介在性オートファジーも生理的役割の多くは不明である。細胞質中にあるタンパク質のうち約30%が基質になっているといった特徴があることが解明されている。
脊髄小脳失調症の原因となるタンパク質が機能することでシャペロン介在性オートファジーの活性も低下する。
分解する対象によって、別の呼び方がされる場合もある。
ペキソファジーペルオキシソームを選択的に分解する。オートファジーはペルオキシソーム分解の主要機構であり、不要になったペルオキシソームを除去している。
マイトファジー（mitopahgy、ミトファジー）ミトコンドリアを選択的に分解する。ATPを産生できなくなった不良ミトコンドリアは、オートファジーにより選択的に分解されるという仮説が提唱されている。不良ミトコンドリアが蓄積すると、活性酸素が細胞質内に漏れ出し細胞にとって危険である。家族性パーキンソン病の原因の一つにパーキン遺伝子の異常が知られているが、ユール (Richard J. Youle) らは原因遺伝子の一つPARK2がコードしているタンパク質Parkinが膜電位の低下したミトコンドリアに局在すると、不良ミトコンドリアがオートファジーによって分解される事を発見した。若年性パーキンソン病関連遺伝子PINK1/PARK6がコードするタンパク質PINK1は、膜電位が低下したミトコンドリア上にのみ安定に局在し、このミトコンドリア上のPINK1がユビキチンリガーゼであるParkinと結合することで、ミトコンドリア上のタンパク質をユビキチン化する。これを引き金として不良ミトコンドリアは選択的にオートファジーによる分解を受ける。マイトファジーがミトコンドリアの品質管理に重要な役割を担っていることを強く示唆している。マイトファジーでは、損傷を受けていないミトコンドリアも除去する場合がある。
ゼノファジー細胞内に侵入した細菌を分解する。オートファジーには細菌、ウイルス、原虫などを分解または増殖抑制する能力を持つことが明らかとなりつつあり、このような細胞内に侵入した病原体に対する選択的オートファジーはゼノファジー（xenophagy）と命名されている。ゼノファジー誘導の引き金は明確とはなっておらず、細菌により損傷したエンドソーム膜を処理しようとして結果的に感染した細菌を分解している可能性が示唆されている。2004年に細胞質中に逃れた溶血性A群連鎖球菌（Group A Streptococcus）がオートファジーによって捕獲・分解されることが発見されたことで明らかとなった。
リソファジーリソソーム膜も損傷時にはオートファジーの標的となることが報告され，リソファジー (lysophagy) と命名された。実験的に損傷させたリソソーム膜の周囲にオートファゴソームが観察されたと報告されており、オートファジーが損傷リソソームの排除に機能していると示唆されている。

## 分子生物学におけるオートファジー

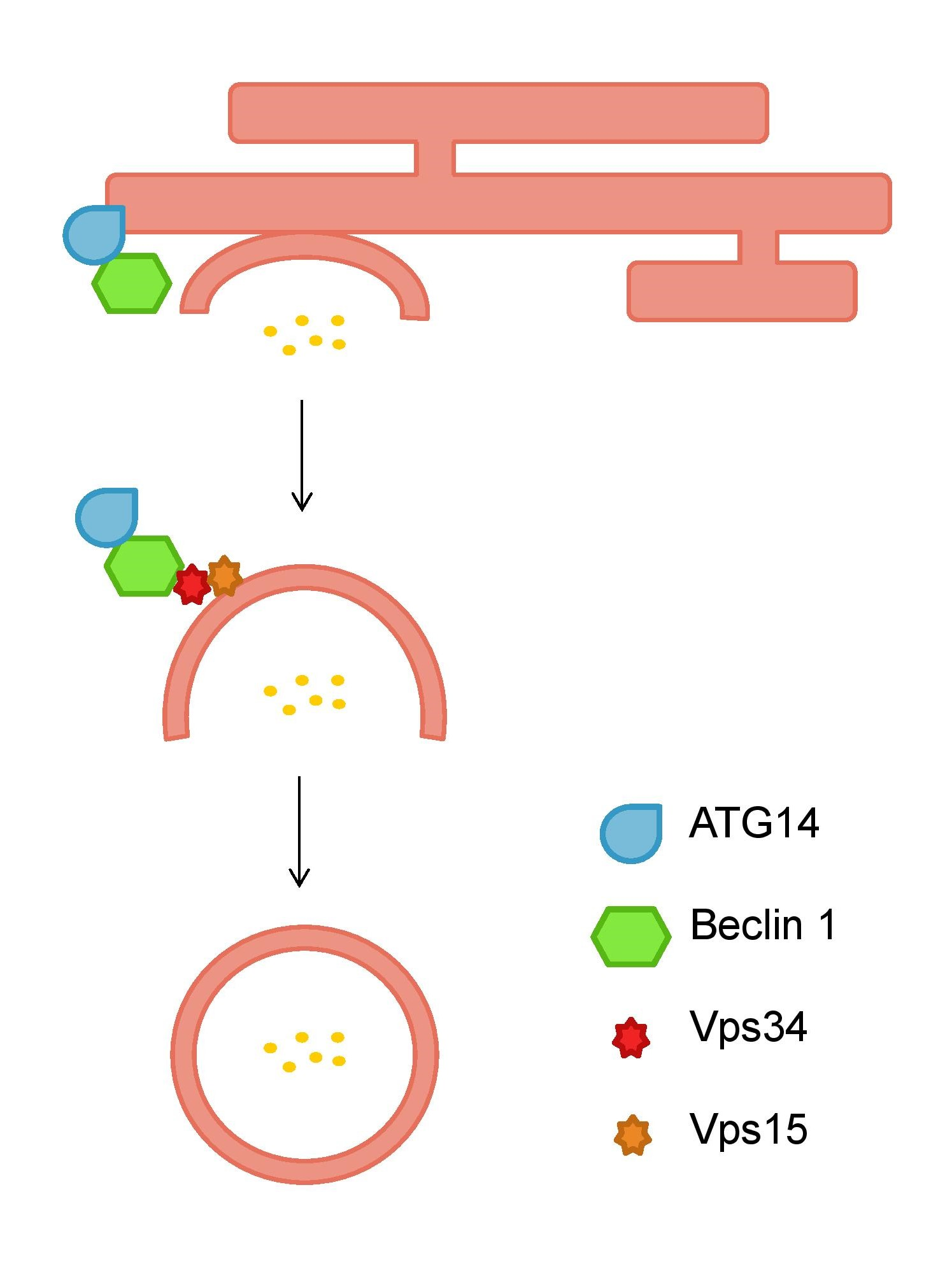
オートファジーでのAtg14、Beclin-1、VPS34、VPS15の働き

オートファジー遺伝子は、出芽酵母による遺伝学的スクリーニングによって初めて同定された。それに続いて、オートファジー遺伝子に機能の特徴が発見され、様々な異なる生物におけるオートファジー遺伝子のオルソログが同定され、研究されていった。2022年現在、36種類のAtgタンパク質がオートファジーにとって特に重要であると分類されており、そのうち18種類はオートファゴソームの生成に必須となっている。
哺乳動物では、アミノ酸や成長因子、活性酸素などの量を目安にしてプロテインキナーゼ（以後単にキナーゼと呼ぶ）であるmTORおよびAMPKの活性が調節されている。これらのキナーゼは、Unc-51様キナーゼであるULK1およびULK2（Atg1の哺乳類ホモログ）の抑制性リン酸化を介してオートファジーを調節する。オートファジーの誘導は、ULKの脱リン酸化と活性化をもたらす。ULKは、Atg13、Atg101、FIP200を含むタンパク質複合体の一部として、Beclin-1（Atg6の哺乳類ホモログ）をリン酸化して活性化する。オートファジー誘導性のBeclin-1複合体には、タンパク質PIK3R4 (p150)、Atg14L、そしてクラスIII PI3キナーゼであるVps34が含まれている。活性化されたULKやBeclin-1複合体は隔離膜に再局在し、下流のオートファジー成分の活性化に寄与する。
VPS34は活性化されると脂質ホスファチジルイノシトールをリン酸化し、隔離膜の表面にPtdIns(3)Pを生成する。生成されたPtdIns(3)Pは、PtdIns(3)P結合モチーフを含むタンパク質のドッキングポイントとして使用される。WIPIタンパク質ファミリーに属するPtdIns(3)P結合タンパク質であるWIPI2は、最近Atg16L1に物理的に結合することが示された。Atg16L1は、オートファゴソーム形成に不可欠な2つのユビキチン様結合システムのうちの1つに関与しているE3様タンパク質複合体のメンバーである。FIP200を含むシスゴルジ由来の膜はATG16L1陽性エンドソーム膜と融合して、HyPAS（hybrid pre-autophagosomal structure）と呼ばれるプロファゴフォアを形成する。ATG16L1のWIPI2への結合は、ATG16L1の活性の媒介となる。これにより、ユビキチン様結合システムを介して、プロファゴフォアがATG8陽性ファゴフォアに変換される。
オートファジーに関与する2つのユビキチン様結合システムのうちの1つ目は、ユビキチン様タンパク質のAtg12をAtg5と共有結合させる。この結合タンパク質はその後Atg16L1と結合し、2つ目のユビキチン様結合システムの一部として機能するE3様複合体を形成する。この複合体はAtg3を結合して活性化し、最もよく研究されているLC3タンパク質であるユビキチン様酵母タンパク質Atg8の哺乳類ホモログ（LC3A-C、GATE16、GABARAPL1-3）をオートファゴソーム表面の脂質ホスファチジルエタノールアミン（PE）に共有結合させる。こうして脂質化されたLC3はオートファゴソームの閉鎖に寄与し、特定の積み荷やセクエストソーム-1などのアダプタータンパク質のドッキングを可能にする。オートファゴソームは、SNAREやUVRAGなどの複数のタンパク質の作用によってリソソームと融合する。融合後、LC3は小胞の内側に保持され、分解される。一方、外側に付着したLC3分子はAtg4によって切断され、リサイクルされる。オートリソソームの内容物はその後分解され、それらのビルディングブロックはパーミアーゼの作用によって小胞から放出される。
サーチュイン1（SIRT1）はオートファジーに必要なタンパク質のアセチル化を防ぐことによってオートファジーを活性化しており、このことは培養細胞や胚、新生児組織で示されている。この機能は、サーチュイン遺伝子の発現と、カロリー制限による栄養制限に対する細胞応答とを関連付けている。

## タンパク質分解との関係
細胞は、タンパク質を新たに作り出す機構だけでなく、作ったタンパク質が不要になった場合に分解する機構も持っている。この機構をタンパク質分解と呼ぶが、これには
1. ユビキチン - プロテアソーム系
2. オートファジー

の二つの主要な機構が存在する。
ユビキチン-プロテアソーム系では、分解するべきタンパク質の一つ一つに、ユビキチン分子が複数結合することでプロテアソームにより認識されて分解されるというかたちで個々のタンパク質ごとの分解が行われるのに対し、オートファジーでは、一度に多くのタンパク質が分解される。このためオートファジーによるタンパク質分解のことはバルク分解とも呼ばれる。

## 栄養飢餓
細胞が生命活動を行うためには、必要な遺伝子を発現させて、タンパク質などの生体高分子を生合成する必要がある。タンパク質はアミノ酸からなる高分子であり、細胞が生命活動を行うためにはその材料となる必須アミノ酸を、栄養源として細胞外から取り込む必要がある。
個体が飢餓状態におかれて栄養が枯渇し、アミノ酸の供給が断たれることは、細胞にとっては生死に関わる重大なダメージになりうる。飢餓状態で細胞分裂が行われると、染色体の数などに異常が生じやすくなり、これががんの原因にもなる。しかしオートファジーが働くことによって、細胞は一時的にこのダメージを回避することが可能で、染色体数などの異常を抑制し、がんなどの病気の発生を予防している。オートファジーが起きると、細胞内に常に存在しているタンパク質（ハウスキーピングタンパク質）の一部が分解されて、ペプチドやアミノ酸が生成され、それが細胞の生命活動にとって、より重要性の高いタンパク質を合成する材料に充てられると考えられている。この機構は動物の個体レベルにおいても観察され、例えばマウスを一晩絶食させることで、肝細胞でオートファジーが起きることが知られている。
哺乳類の出生時、出産によって胎盤を介しての栄養の供給がなくなると、胎児は母乳から栄養を摂るまで一時的な栄養飢餓となる。この時オートファジーによってアミノ酸を生成することで、栄養飢餓を凌いでいる。
オートファジーによる栄養飢餓の回避はあくまで一時的なものであり、飢餓状態が長く続いた場合には対処することができない。この場合、オートファジーが過度に進行することで、細胞が自分自身を「食べ尽くし」てプログラム細胞死に至ると考えられている。実際にオートファジーが直接の原因となって細胞死に至るのは極めてまれで、プログラム細胞死はあくまでもオートファジーを伴っているだけである。
飢餓状態になると栄養センサーであるTORC1の活性が低下し、Atg13が速やかに脱リン酸化される。これによりAtg13はAtg1とAtg17に対する高い親和性を獲得し、Atg1複合体が形成されオートファジーが始動する。

## 感染防御

### 病原体の細菌と宿主のオートファジーとの間の標的相互作用
細胞内に侵入する細菌が宿主細胞に侵入しエンドソームに損傷を与えて生じる膜断片は、宿主に選択的オートファジーを行わせる。この時、細菌の性質によりその後が異なる。
結核菌などはエンドソームに包まれた後にユビキチン化され、オートファジーにより殺菌される。赤痢菌などは、オートファジーを回避し、エンドソームから細胞質に脱出する。レジオネラなどは、オートファゴソームとリソソームの膜融合を遅らせ、オートファゴソーム内の栄養を利用し増殖する。

### 食作用
オートファジーの機構とよく似たものの一つに、マクロファージや好中球などの食細胞が行う食作用（しょくさよう、ファゴサイトーシスや貪食とも呼ぶ）がある。これらの食細胞は、体内に侵入した異物や病原体をエンドサイトーシスによって、ファゴソームという小胞に包んだ形で取り込む。ファゴソームは細胞質内で、オートファゴソームと同様にリソソームと膜融合してファゴリソソームとなり小胞内部の異物を消化分解する。
しかしリステリア属の細菌は、内部からファゴソームを破壊して貪食の機構から逃れ、細胞質内に感染（細胞内感染）しようとする。オートファジーはこのようにして細胞質内に逃れた細菌を、再び捕えなおして分解する働きも果たしており、この働きによって生体を微生物による感染から守っていると考えられている。

## 医療・健康産業への応用
老化に伴うオートファジーの低下を抑制すると、寿命の延長や腎臓病、パーキンソン病の改善につながる可能性が動物実験で示唆されている。逆にオートファジーが脂肪細胞で活性化しすぎると糖尿病、脂肪肝など生活習慣病のリスクが高まる。このため医薬品やサプリメント、化粧品の開発につなげるためにオートファジーを研究するベンチャー企業「AutoPhagyGO」が大阪大学栄誉教授の吉森保らにより2019年6月に設立された。
東北大学大学院生命科学研究科は、疾患の原因となる有害なタンパク質や機能不全ミトコンドリアなどオートファジーで取り除く作用を使う創薬手法「AUTAC（オータック）」を開発したと2019年発表した。

## ヒト以外の生物でのオートファジー

### 植物のオートファジー
植物にもオートファジー現象が起きる。酵母と同様にオートファゴソームが液胞と融合し、細胞質成分を分解する。オートファジーを起こせないATGノックアウト植物が作成されている。オートファジー不能植物は生育可能であるが、正常な植物より花が咲くのが早く、老化が促進される。この傾向は飢餓状態でより顕著となる。従って、植物におけるオートファジーは必須ではないが、タンパク質代謝の重要な機能を担っていると推測される。

### 昆虫のオートファジー
昆虫の変態時にもオートファジーが起きている。オートファジー遺伝子欠損ショウジョウバエは変態時に唾液腺や中腸の消失が遅れると報告されている。

## ノーベル賞
- 1974年、オートファジーの命名者クリスチャン・ド・デューブは、リソソームなどの発見によりロックフェラー大学の同僚であったジョージ・エミール・パラーデ、アルベルト・クラウデとともにノーベル生理学・医学賞を受賞した[3]。
- 2016年、大隅良典（当時東京工業大学特任教授他）は、オートファジーの仕組みを解明した功績からノーベル生理学・医学賞を受賞した[71]。

## 創作物での描写
- トリコ - 島袋光年による日本の少年漫画。作中、主人公たちが自滅の可能性と引き換えに莫大なエネルギーを得る手段として、パワーアップ技のような扱いで利用している。その解説が「極めて正確」として、大阪大学大学院の吉森研究室のウェブサイトなどでも紹介されている[72][73]。2016年のノーベル生理学・医学賞受賞を記念して、集英社の公式スマホアプリ『少年ジャンプ+』で公開中の同作品のうち、作中で初めてオートファジーを取り上げた第48 - 50話を、2016年10月5日から12日までの期間限定で無料公開した[74][75][76]。
- オートファジー - 柊キライの楽曲。